# Hentai Kamen
Hentai Kamen (jap. HK 変態仮面, dt. „perverse Maske“) ist ein japanischer Superheldenfilm aus dem Jahr 2013, der viele Elemente einer Filmkomödie bzw. einer Persiflage enthält. Er basiert auf Keishū Andos Manga-Reihe Kyūkyoku!! Hentai Kamen.

## Handlung
Der Oberstufenschüler Kyosuke, Sohn einer Domina und eines früh verstorbenen Polizisten, hat einen starken Gerechtigkeitssinn und versucht stets zu helfen, wenn Schwache unterdrückt werden. Jedoch ist er ein so unterdurchschnittlicher Kempō-Kämpfer, dass er häufig verliert.
Als die neue Schülerin Aiko in seine Klasse kommt, ist es bei Kyosuke Liebe auf den ersten Blick. Aiko wird jedoch bei einem Banküberfall als Geisel genommen. So schleicht sich Kyosuke in die Umkleidekabine und maskiert sich versehentlich mit einem Damenslip. Der Duft des Höschens erweckt seine „perversen Superkräfte“, eine Kombination aus der Schamlosigkeit seiner Mutter und dem Gerechtigkeitssinn seines Vaters, sodass Kyosuke den Geiselnehmern in einem bizarren Kostüm aus Maskenslip, Mankini und Damenstrümpfen gegenübertritt. Er bekämpft sie mit „perversen“ (d. h. homoerotischen, exhibitionistischen und Bondage-lastigen) Kempōtechniken und besiegt sie, indem er seinen Schritt mit übermenschlicher Wucht in ihre Gesichter rammt. Von da an kämpft er als Hentai Kamen gegen das Unrecht, wobei er in unmöglichen Situationen Damenslips klaut. In seiner Identität als Schüler Kyosuke kommt er Aiko langsam näher.
Eines Tages tauchen die Mitglieder des benachbarten Karate-Clubs auf, um die Kontrolle an seiner Schule zu übernehmen, da ihr Anführer Tamao Oogane hinter einem Schatz her ist, der sich unter dem Schulgebäude befindet. Hentai Kamen besiegt Oogane und zwingt die Gangster zum Rückzug. In der Folgezeit schickt Oogane bizarre Auftragskiller, die Hentai Kamen jedoch alle besiegt. Schließlich entsendet Oogane den Lehrer Towatari, der sich als Hentai Kamen ausgibt und dessen Ruf schädigt, indem er Frauen unter den Rock schaut. Im Kampf gegen den bösen Hentai Kamen unterliegt Kyosuke, da sich jener als noch größerer Perversling herausstellt.
Kyosuke gibt daraufhin seine Superheldenidentität auf und begnügt sich mit seinem normalen Leben. Doch als die Gangster Aiko entführen, überwindet er seinen inneren Konflikt. Er stellt sich dem bösen Hentai Kamen erneut entgegen und besiegt ihn mit letzter Kraft. Daraufhin nutzt Oogane die Gelegenheit und greift die Schule mit einem riesigen Mecha an. Kyosuke bittet Aiko um ihren Slip und besiegt den Mecha mit dem Maximum seiner Kräfte. Die beiden werden ein Paar.

## Produktion
Der Film basiert auf dem Manga Kyūkyoku!! Hentai Kamen von Keishu Ando, das von 1992 bis 1993 im Weekly Shōnen Jump publiziert wurde.
Ein Running Gag des Filmes sind die zahlreichen Hommagen auf die Filme mit Spider-Man. Der Vorspann von Hentai Kamen parodiert den Vorspann der Spider-Man-Filme, versieht ihn aber mit Damenslips und Bondageseilen. Mehrmals werden Actionszenen aus jenen Streifen referenziert, und in einer Szene schwingt Hentai Kamen mit Bondagefesseln über die Skyline von Tokio, genau wie Spider-Man an seinen Spinnweben über die Skyline von New York City rauscht.
In einem Interview meinte Hauptdarsteller Ryohei Suzuki, dass er aufgrund der häufigen Beinahe-Nacktszenen viel Krafttraining betrieben und am Ende „15 Kilogramm“ mehr gewogen habe. Sein gewagtes Outfit sei für ihn kein Problem gewesen, habe aber dazu geführt, dass er sämtliche Stunts selbst drehen musste. Suzuki gab zu, dass Hentai Kamen mit der außergewöhnlichen Kostümierung ungewöhnlich sei, und so etwas wohl „nur in Japan“ möglich sei, rechnete aber dennoch damit, dass der Film gerade deswegen im Ausland positiv aufgenommen werden würde.

### Synchronisation
Die deutsche Synchronisation erfolgte durch die TNT Media Synchron nach dem Dialogbuch und unter der Regie von Martin Irnich.
| Rolle             | Darsteller     | Deutscher Sprecher |
| ----------------- | -------------- | ------------------ |
| Kyousuke Shikijou | Ryohei Suzuki  | Jan Makino         |
| Aiko Himeno       | Fumika Shimizu | Julia Stoepel      |
| Towatari          | Ken Yasuda     | Johannes Berenz    |
| Maki Shikijo      | Nana Katase    | Heike Schroetter   |
| Tamao Ogane       | Tsuyoshi Muro  | Sven Gerhardt      |

### Veröffentlichung
Der Film feierte seine Premiere am 9. April 2013 auf dem Golden Horse Fantastic Film Festival in Taiwan. In Deutschland erschien er am 20. Dezember 2013 auf DVD. Tele 5 strahlte ihn im Rahmen der Serie Die schlechtesten Filme aller Zeiten aus.

## Rezeption
Der Hollywood Reporter nannte Hentai Kamen eine „bizarre Ansammlung von Szenen, in denen der Superheld seinen Schritt in gegnerische Gesichter reibt“, lobte aber den „absurden Humor“ und die Leistung von Hauptdarsteller Ryohei Suzuki.
Der Film war ein finanzieller Erfolg. Über 100 Millionen Yen wurden eingenommen, womit die Erwartungen um ein Vielfaches übertroffen wurden.

## Fortsetzung
Es wurde eine Fortsetzung gedreht, Hentai Kamen: Abnormal Crisis, die im Mai 2016 veröffentlicht wurde.